# Magistrato onorario
Un magistrato onorario è un soggetto appartenente alla magistratura, che svolge le proprie funzioni in maniera non professionale, poiché di regola esercita la giurisdizione per un lasso di tempo determinato, retribuiti a cottimo.

## Storia
L'origine storica di tale istituto avrebbe origini nel common law dell'XI secolo, nel 1070 quando Guglielmo il Conquistatore ordinò che si facesse una giustizia di pace. L'istituto si è poi evoluto ed ha assunto una diversa disciplina nei vari Stati del mondo, si pensi al giudice di pace in Francia ed in Italia.

## Descrizione
L'aggettivo "onorario" sta ad indicare che svolge le proprie funzioni in maniera non professionale, poiché di regola esercita la giurisdizione per un lasso di tempo determinato senza ricevere una retribuzione, ma solo un'indennità per l'attività svolta.
Il ricorso ai magistrati onorari è stato più volte mutevole e variegato nel corso della storia; generalmente la previsione di tale organico ha a sua ragione nello sgravare e agevolare la magistratura ordinaria nelle sue attività. Non hanno una retribuzione fissa e predeterminata dalla legge, possono eventualmente ricevere una indennità.

## Nel mondo

### Germania
Partecipano a una gran parte di giudizi di merito (tribunale con giudici onorari presso i tribunali locali, grandi e piccole camere penali, così come le camere dei giovani nei Tribunali Regionali). Essi esercitano il loro ufficio onorario nel dibattimento con gli stessi diritti di voto del giudice professionale.
Giudicano insieme alla magistratura ordinaria sulla colpa del convenuto e sulla durata della pena. Hanno il diritto di interrogare direttamente imputati, i testimoni e gli esperti nel dibattimento e deliberano  sul giudizio insieme con i giudici professionali.

### Italia
La disciplina dell'ordinamento giudiziario italiano di cui al R.D. 30 gennaio 1941, n. 12 prevede la presenza dei magistrati onorari come appartenenti all'ordine giudiziario.